# Verbovka

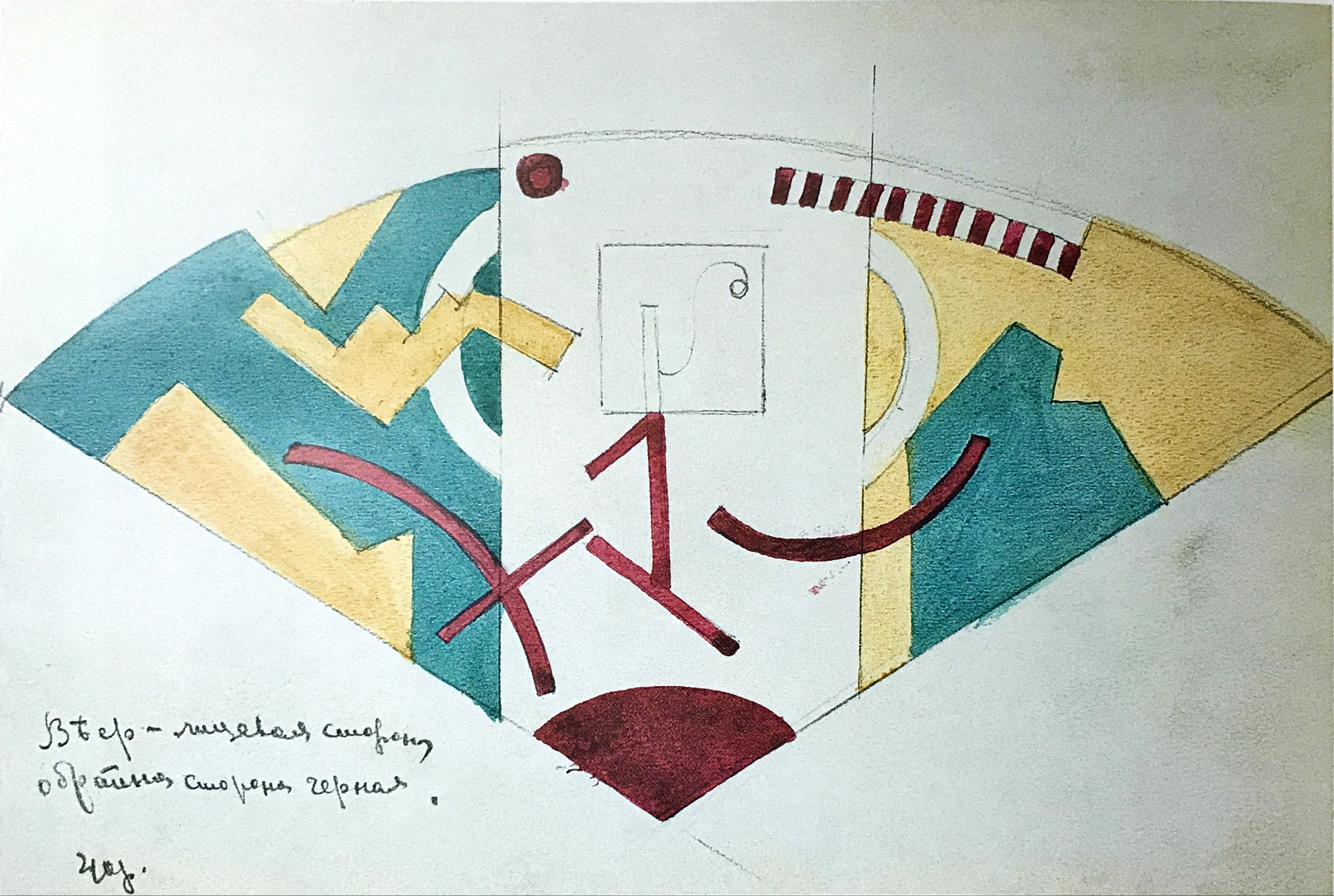
Conception d'éventails à Verbovka (Rozanova, 1917).

Verbovka, ou Verbovka Centre des arts populaires (en ukrainien : Вербовка) est une coopérative d'artisans du village de Verbovka, fondée en 1910 par Natalia Davidova à Kamenskoïe, oblast de Kiev, Ukraine.

## Membres
Natalia Davidova, directrice du Centre folklorique de Kiev, est une artiste d'avant-garde issue de la famille Hudim-Levkovichis (le philosophe russe Nikolai Berdyaev est son cousin et l'artiste Nina Genke-Meller est sa belle-sœur). Le début de la coopération de Natalia Davidova et Nina Genke-Meller ne provient pas uniquement de leurs relations familiales. Tous deux sont passionnés par l'art populaire et se consacrent à l'idée de mettre en œuvre des principes artistiques d'avant-garde dans la pratique d'articles de loisir ou d'artisanat. En 1915, Nina Genke devient la directrice et artiste principale du Verbovka. Davidova implique Nina Genke dans la promotion de la production populaire en accord avec les dessinateurs d'avant-garde célèbres. Les membres du groupe Supremus commencent à coopérer très activement. Entre 1915 et 1916, de nombreux artistes suprématistes tels que Kazimir Malevitch, Aleksandra Ekster, Nina Genke-Meller, Nadezhda Udaltsova, Liubov Popova, Olga Rozanova, Ivan Puni, Ksenia Boguslavskaya, Ivan Kliun et d'autres travaillent avec des artisans paysans dans la coopérative.

## Expositions
En novembre 1915 s'organise l'exposition d'art décoratif moderne du sud de la Russie à la galerie Lamersie à Moscou. Là, ils représentent les œuvres des femmes du village qui étudient les arts décoratifs dans les écoles Verbovka et Skoptsi, ainsi que des tapis, des oreillers, des châles et des ceintures fabriqués selon les croquis de Popova, Davidova, Genke, Ekster, Puni, Kliun etc. Pribilskaya, Yakulov, Rozanova, Vasilieva, Boguslavskaya, Malevitch et autres. L'exposition reçoit une large couverture dans la presse. En 1917, Davidova et Genke organisent la deuxième exposition d'art décoratif moderne à Moscou dans la salle Mikhailava.